# Lee Anderson
Lee Anderson es un escritor de origen estadounidense. Nacido en Nashville, Tennessee en 1972, comenzó su vida como escritor en diferentes diarios de la ciudad, con relatos y narraciones muy bien desarrolladas que atrajeron la atención de los críticos y literarios. Esto, aunque comenzó como una especie de desahogo, fue a fin de cuentas su mayor pasión, paralela a su carrera (fue profesor de la Escuela Superior de Criminalística). De ahí sus descripciones exactas de los procedimientos detectivescos y de la mente criminal en sus relatos e historias. Una vez retirado y durante sus viajes constantes a Europa y Asia, Lee Anderson comienza una carrera literaria seria, pero esta vez con obras verdaderamente sorprendentes y llenas de riqueza y hermosura literaria. Adopta el género fantástico-medieval. Con sus escritos narra maravillosas historias tomadas de sus viajes, asombra a los lectores y explora en las novelas épicas y pequeñas intromisiones en la poesía que le valieron el reconocimiento de los críticos literarios.
Este escritor cuenta con varias historias y relatos, que van desde sus crónicas Police of Gotham City (sus primeros publicados por diferentes semanarios y que le llevan a la fama) hasta sus novelas épicas de gran renombre como The Legend of the Knights of Avalon (1990), The Kidnapping of the Empress (1992), Histories of Gladiators (1994), entre otras. Lee Anderson se destaca por su innovadora perspectiva de narración, llevándonos a adentrar en la vida psicológica de sus personajes a través de diferentes ángulos de contemplación, así como de tramas profundamente complejas y emocionales. 
A partir del año 2000, Lee Anderson da un nuevo giro a sus relatos, siendo de esta manera reconocido por el estigma de escritor oscuro y captando la atención de los lectores contemporáneos y de los fanáticos de los géneros góticos y la novela negra, desarrollándose en historias oscuras y llenas de relatos de suspenso y horror a través de las Darkhistorieseries, en tramas como The Priest, Vol. 1 (año 2000, The Nomadic Angel (2002), Origin y The Incorruptible Man (2002), The Priest, Vol. 2, Neo Frankenstein  (2005), entre otros relatos. Lee Anderson posee un amplio campo de misteriosos y enigmáticos dramas, además de una pequeña colección de poesía en su libro My Deep Roots (2003).
- Datos: Q5972453